# Xylokastron
Xylokastron (greacă Ξυλόκαστρο) este un oraș în Grecia în prefectura Corintia.